# Więcław (Brzeżno)
Więcław (deutscher Name: Venzlaffshagen) ist ein Dorf in der polnischen Woiwodschaft Westpommern. Es gehört zur Gmina Brzeżno (Briesen) im Kreis Świdwin (Schivelbein).

## Geografische Lage
Das kleine Bauerndorf Więcław liegt zehn Kilometer südlich von Świdwin an der Woiwodschaftsstraße Nr. 162 Kołobrzeg (Kolberg)–Świdwin–Drawsko Pomorskie (Dramburg). Im Süden grenzt der Ort an die Kreisgrenze von Łobez (Labes) und Drawsko Pomorskie. 
Südlich von Więcław liegt der früher so genannte „Venzlaffshagener See“, durchflossen von der Stara Rega (Fuchsfließ), einer begehrten Kanustrecke, auf der man nach etwa acht Kilometern die Mündung in die Rega erreicht. Dieses Fließ markiert im Südosten und Nordwesten teilweise die Ortsgrenze von Więcław.

## Ortsgeschichte
Das neumärkische Landbuch nennt 1337 Venzlaffshagen als im Besitz des Diderichs von der Elbe. 1479 wird das Dorf im Krieg zwischen Brandenburg und Pommern eingeäschert. Sieben Jahre später verleiht Markgraf Johann dem Christoph von Polentz „Fenzelhagen“ mitsamt Mühle, See, Aalfang und Holz. 1503 erhält Heinz Langebecker von Elisabeth Gräfin von Eberstein das Schulzenamt mit Hof und Hufen. 1518 geht der Ort in kurfürstlichen Besitz über, 1540 wird er Eigentum des Johanniterordens.
Im Jahre 1884 werden vier Bauern, vier Halbbauern und 15 Eigentümer genannt, und im Jahre 1939 leben in Venzlaffshagen 229 Einwohner in 54 Haushaltungen. Zu dieser Zeit beträgt die Gemeindefläche 818,2 Hektar und wird von 15 mittelgroßen landwirtschaftlichen Betrieben und 29 Kleinbauern bewirtschaftet.
Bei der vielgestaltigen Landschaft rund um Venzlaffshagen wurden Sand, Kies, Lehm und Torf abgebaut, und der See ließ eine ertragreiche Fischwirtschaft zu. Das Handwerk war durch eine Schmiede, eine Tischlerei und eine Schuhmacherei vertreten. Außerdem gab es einen Lebensmittelladen. Gemeindebürgermeister war bis zu seinem Tode 1941 Wilhelm Dallmann, danach bis 1945 Paul Issberner.
Venzlaffshagen gehörte bis 1945 mit den Gemeinden Briesen (heute polnisch: Brzeżno), Kussenow (Koszanowo) und Völzkow (Wilczkowo) zum Amts- und Standesamtsbezirk Briesen im Amtsgerichtsbereich Schivelbein. Letzter deutscher Amtsvorsteher war Richard Schimmelpfennig.
Bis 1932 lag Venzlafsshagen im Kreis Schivelbein, der dann bei der Kreisreform im Landkreis Belgard (Persante) aufging.
In der Nacht vor der Besetzung des Dorfes durch russische Truppen am 3. März 1945 gelang es den Venzlaffshagenern, in einem geschlossenen Treck zunächst bis Cammin zu fliehen. Dort geriet der Treck allerdings unter russischen Panzerbeschuss, wurde überrollt und musste zurückkehren. Es folgte die Vertreibung der Bevölkerung, und Venzlaffshagen kam als Więcław in polnische Hand und gehört heute zur Gemeinde Brzeżno im – wieder erstandenen – Kreis Schivelbein.

## Kirche

### Kirchspiel Venzlaffshagen
Venzlaffshagen war Pfarrort des mit den Tochtergemeinden Briesen (heute polnisch: Brzeżno) und Völzkow-Kussenow (Wilczkowo-Koszanowo) gebildeten Kirchspiels. Es gehörte zum Kirchenkreis Schivelbein in der Kirchenprovinz Pommern der evangelischen Kirche der Altpreußischen Union. Das Kirchspiel zählt im Jahre 1940 insgesamt 962 Gemeindeglieder, von denen 225 im Bereich Venzlaffshagen wohnten.
Heute gehört Więcław zum Kirchspiel Koszalin (Köslin) in der Diözese Pommern-Großpolen der Evangelisch-Augsburgischen Kirche in Polen.

### Pfarrkirche
Die Venzlaffshagener Kirche wurde 1899 in neugotischem Stil aus Ziegelwerk errichtet und war der Ersatz für einen Bau aus dem Jahre 1835. Der Turm hat ein hohes Satteldach, das von einem schlanken Dachreiter gekrönt wurde. Die größere der beiden 1769 gegossenen Glocken musste im Zweiten Weltkrieg abgeliefert werden, wurde jedoch vor dem Einschmelzen bewahrt. Im Jahre 1969 wurde sie auf dem Friedhof in Billinghausen, einem Stadtteil von Lage (Lippe) als Friedhofsglocke in Dienst genommen.

### Pfarrer von der Reformation bis 1945
1. Urban Praetorius, 1558–1567
2. Joachim Guzenius
3. Esaias Rassowius, 1614–1667
4. Michal Copius, 1669–1704
5. Johann Caspar Wesenberg, 1704–1723
6. Karl Gabriel Birner, 1724–1726
7. Johannes Valentinus Kohlmey, 1717–1753
8. Daniel Lebrecht Mehring, 1754–1762
9. Gotthold (Georg) Friedrich Polnow, 1762–1800
10. Peter Anton Burchardi, 1800–1844
11. Ernst Alexander Leopold Sonnenburg, 1845–1855
12. Johann Karl Theodor Schilling, 1855–1887
13. Johannes Samuel Konrad Karl Heling, 1887–1907
14. Konrad Schewe, 1908–1914
15. Otto Pahlow, 1915–1927
16. Ernst Gauger, 1927–1945

## Schule
Venzlaffshagen hatte ein zweistöckiges Schulhaus, in dem bis 1945 Lehrer Paul Vierkannt unterrichtete.